# Moní (Naxos)
Ne doit pas être confondu avec Moní (Chypre).
Pour les articles homonymes, voir Moni (homonymie).
Moni (en grec moderne : Μονή) est un village traditionnel de l'île de Naxos, dans les Cyclades, en Grèce.
Le village est connu pour son architecture vernaculaire, ses traditions artisanales et la proximité de l'église byzantine de la Panagia Drosiani, l'un des monuments chrétiens les plus anciens des Balkans.

## Géographie
Moni est situé à environ 500 mètres d'altitude, au cœur du plateau fertile de Tragéa, dans la région de Drymalia.
Moni est construit en amphithéâtre sur les pentes d'une colline, de part et d'autre d'une rue pavée centrale. Il se trouve à environ 18 kilomètres de Chora, la capitale de l'île, et est accessible par la route principale menant à Apóllonas, ainsi que par des sentiers de randonnée traditionnels reliant les villages voisins de Chalki, Kaloxylos et Apeiranthos.

## Histoire et patrimoine
Le nom du village dérive d'un ancien monastère byzantin, aujourd'hui connu sous le nom de Panagia Drosiani (« Vierge rafraîchissante »), situé à proximité immédiate. Cette église paléochrétienne, datée du VIe siècle, est célèbre pour ses fresques antérieures à l'iconoclasme et son architecture à coupoles multiples.

## Architecture
Moni est réputé pour ses maisons en pierre, ses ruelles étroites et ses fontaines anciennes.

## Économie
La région autour de Moni est particulièrement fertile. On y cultive des légumes, des vignes (avec plus de vingt cépages), des oliviers et des arbres fruitiers. Le village produit également du vin, de l'huile d'olive et du raki, une eau-de-vie locale.
Artisanat
Les habitants sont historiquement connus pour leur savoir-faire en taille de pierre, ayant contribué à la construction de nombreux édifices sur l'île. Le village possède également une forte tradition de tissage : les femmes y perpétuent l'usage du métier à tisser, produisant des textiles faits main exposés dans des ateliers locaux.

## Démographie
Selon les données de Mapcarta, Moni compte quelque 216 habitants permanents. La population augmente considérablement pendant la saison estivale.